# Ampelisca diadema
Ampelisca diadema är en kräftdjursart som först beskrevs av A. Costa 1853.  Ampelisca diadema ingår i släktet Ampelisca och familjen Ampeliscidae. Arten är reproducerande i Sverige. Inga underarter finns listade i Catalogue of Life.